# Eugen Reichenthal
Eugen Reichenthal ( 2. března 1901 Trnava – 21. června 1945 Jeruzalém) byl major zdravotnické služby československé armády, příslušník československé zahraniční armády ve druhé světové válce.
V letech 1910 až 1918 studoval na maďarském gymnáziu v Trnavě. Poté studoval na lékařské fakultě budapešťské univerzity, po roce studia v Budapešti pak přešel na pražskou německou univerzitu a od zimního semestru 1920 přešel na  Lékařskou fakultu Univerzity Karlovy v Praze. Specializoval se na nemoci kožní a pohlavní. Dne 10. prosince 1926 promoval na Vojenské lékařské škole v Praze. Stal se dústojníkem zdravotní služby československé armády a působil v různých vojenských posádkách (Praha, Košice, Prešov, Kežmarok). Na jaře 1939 odešel s manželkou, též lékařkou, do Palestiny. Dne 2. srpna 1940 se přihlásil do československé zahraniční armády a stal se vedoucím ošetřovny 4. československého pěšího pluku. Od října 1940 pak byl šéflékařem Československého pěšího praporu 11 – východního (anglicky Czechoslovak Infantry Battalion No 11 — East);  současně byl členem štábu Československé vojenské mise pro Balkán, Střední a Blízký východ. Dne 21. června 1945 zemřel náhle v Jeruzalémě. Pochován je na válečném hřbitově v Ramle (anglicky Ramleh War Cemetery). In memoriam obdržel v roce 1945 československý válečný kříž 1939.

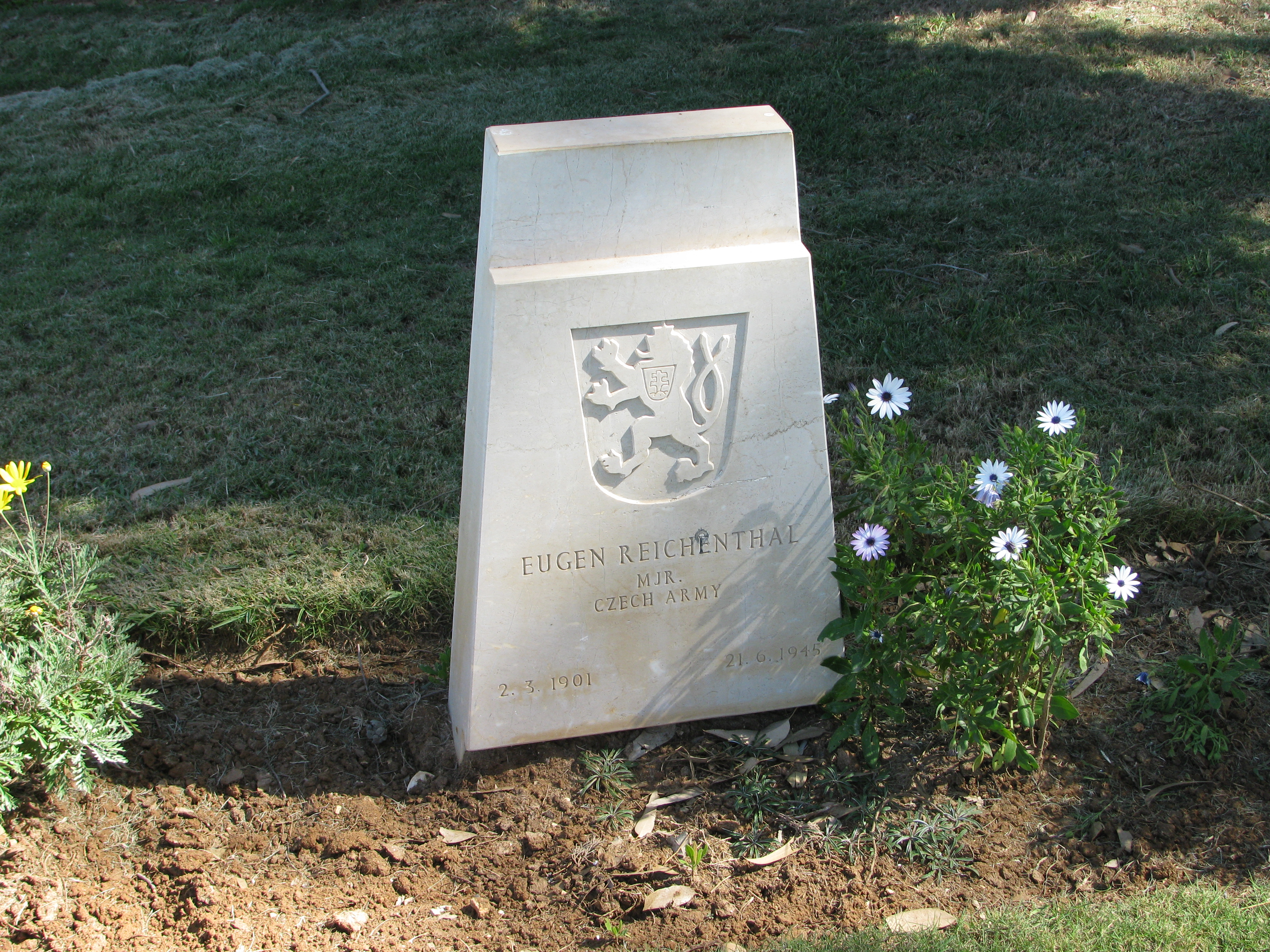
Náhrobní kámen Eugena Reichenthala na válečném hřbirově v Ramle